# Conaing Cuirre
Conaing mac Congaile (mort en 662), surnommé Conaing Cuirre, est un roi de Brega issu du  Síl nÁedo Sláine ligné des  Uí Néill  du sud. Il est le fils de  Congal mac Áedo Sláine (mort en 634), un précédent roi  de Brega.  Il règne sur la partie du royaume de  Brega désignée comme  Cnogba (Knowth) ou Nord Brega de 634 à 662.

## Règne
Son règne se déroule pendant que ses oncles  Diarmait Ruanaid (mort en 665) et Blathmac (mort en 665) sont 
Ard ri Erenn conjoints . Les annales relèvent un combat entre Blathmac et ses partisans et  Diarmait lors de la bataille d Ogomain en 662. Conaing est tué en combattant aux côtés de 
Blathmac lors de cette guerre civile. Ses alliés, Ultán fils d' Ernaine, chef du Ciannachta, et Cenn Fáelad fils de Gerthide, chef du Ciannachta Arda périssent également.

## Postérité
Ses descendants qui règnent ensuite sur  Cnogba sont connus comme les Uí Chonaing ː 
- Ses fils Congalach mac Conaing Cuirre(mort en 696) et Írgalach mac Conaing (mort en 702) sont également roi de Brega. Le fils d' Írgalach Cináed (mort en 728) est le dernier Ard ri Erenn de la lignée, et l'avant dernier Uí Chonaing, Ard ri, le dernier étant Congalach Cnogba au Xe siècle.
- Sa fille  Caintigern épouse  Cellach Cualann mac Gerthidi (mort en 715), des Uí Máil roi de Leinster et est la mère de Sainte Kentigerna.